# Abbásovská revoluce
Abbásovská revoluce (747–750) byla ozbrojená vzpoura Abbásovců proti vládnoucímu rodu Umajjovců.
Abbásovci byli muslimští Arabové, kteří se považovali za potomky al-Abbáse, strýce proroka Mohameda. V roce 747 se pod vedením Abú Muslima al-Churásáního vzbouřili. Centrem povstání se stala oblast okolo města Merv (dnes Mary v Turkmenistánu) v provincii Chorásán v severovýchodní Persii, které Abbásovci ovládli 14. února 748. Marván II., poslední ummajovský chalífa, se pokusil rebelii vojensky potlačit, ale jeho armáda byla v bitvách u Níšápúru, Jurjane, Nehavandu a Karbalá poražena.
Vzpoura se postupně rozšířila i do dalších provincií Umajjovského chalífátu.
Abbásovci definitivně porazili Umajjovce v bitvě u řeky Velký Zab v roce 750. Marván II. uprchl do Egypta, kde však byl krátce nato zavražděn. Abú al-Abbás as-Saffan, dobrý přítel vůdce vzpoury Abú Muslima, se v mezopotámském městě Kúfa u řeky Eufrat prohlásil prvním abbásovským chalífou.